# Elena Pavlovna Dolgorukaja
Elena Pavlovna Dolgorukaja (in russo Елена Павловна Долгорукая?; coniugata Fadeeva; Governatorato di Mogilёv, 11 ottobre 1789 – Tbilisi, 12 agosto 1870) è stata una nobile e collezionista russa che si interessò alla botanica, all'archeologia, alla numismatica e alla paleontologia.
Era la nonna di Sergej Jul'evič Vitte e di  Helena Blavatsky (cugini tra loro).

## Biografia
Figlia del consigliere di Caterina II di Russia Pavel Vasil'evič Dolgorukov, sposò il consigliere privato Andrej Michajlovič Fadeev con cui ebbe i figli Rostislav, pubblicista, ed Elena, scrittrice di successo. Fluente in cinque lingue, si interessò alle scienze naturali, in particolare alla botanica che studiò da autodidatta. Fu autrice di una vasta raccolta di disegni della flora di Saratov e del Caucaso, che l'entomologo Karl von Baer tentò senza successo di rilevare per poterne fare delle copie per l'Accademia Imperiale delle Scienze.
Donò parte della sua collezione ornitologica, mineralogica e paleontologica alla Società Caucasica dell'Agricoltura. Si interessò alla numismatica e collezionò medaglie e monete. Ebbe contatti con il presidente della Royal Geographical Society Roderick Impey Murchison, con il paleontologo Édouard de Verneuil, con il viaggiatore Xavier Hommaire de Hell (costui chiamò la conchiglia fossile Venus Fadiefei proprio in onore di Dolgorukaja), con Otto von Abich e con Christian von Steven. Fondò un orfanotrofio a Saratov.